# تبيين كذب المفتري فيما نسب إلى الإمام أبي الحسن الأشعري (كتاب)
تبيين كذب المفترى فيما نسب إلى الإمام أبي الحسن الأشعري كتاب من تأليف الحافظ ابن عساكر دافَعَ فيه عن الإمام أبو الحسن الأشعري بعد تحوله عن الاعتزال إلى عقائد أهل السنة والجماعة، بعدما اقتنع بفساد مقالات المعتزلة التي ابتعدتْ كثيراً عن منطق الشرع ومقاصده، وخاضت في مسائلَ تجريديةٍ بحتة أفقدتْ عقيدةَ التوحيد جوهرَها، ولذلك فإن الكتاب مُصنف للرد على كل من ينتقص الإمامَ الأشعري وينتقده ويشكك فيه.
افتتح ابن عساكر كتابه بمقدمة تناول فيها النهي عن كتمان العلم، وساق أحاديث في تحريم الغيبة، ثم عقد بابا في «ذكر تسمية أبي الحسن الأشعري ونسبه والأمر الذي فارق عقد أهل الاعتزال بسببه». وانتقل بعد ذلك فذكر الأحاديث النبوية المبشرة بقدوم أبي موسى الأشعري وأهل اليمن، وإشارته إلى ما يظهر من علم أبي الحسن، وبين أنه مجدد القرن الثالث، وذكر في آخره وفاة أبي الحسن الأشعري نقلا من تاريخ الخطيب، ورجح وفاته في سنة 324 هـ. ثم تناول فضائل أبي موسى الأشعري، وابنه أبي بردة، وحفيده بلال بن أبي بردة، ثم ساق فضائله، وما اشتهر به من العلم والمعرفة والفهم، وتطرق إلى مؤلفاته، ثم انتقل إلى بيان اجتهاده في العبادة، وانه من خير القرون، ومجانبته لأهل البدع وجهاده في ذلك، وما رؤي له من المنامات الطيبة، وختم الترجمة بذكر ما مدح به من الأشعار. أما بقية الكتاب ففي طبقات الأشاعرة المشهورين، والرد على من ينتقص الأشاعرة عامة، والرد على الأهوازي وأشياء أخرى.
يقول ابن عساكر: «"واعلم يا أخي وفقنا الله وإياك لمرضاته وجعلنا ممن يخشاه ويتقيه حق تقاته، أن لحوم العلماء -رحمة الله عليهم- مسمومة وعادة الله في هتك أستار منتقصيهم معلومة، لأن الوقيعة فيهم بما هم فيه براء أمر عظيم، والتناول لأعراضهم بالزور والافتراء مرتع وخيم، والاختلاف على من اختاره الله منهم ليعيش العلم خلق ذميم... والارتكاب لنهي النبي صلى الله عليه وسلم عن الاغتياب وسبّ الأموات جسيم، {فليحذر الذين يخالفون عن أمره أن تصيبهم فتنة أو يصيبهم عذاب أليم} [النور: 63]".» وفي رواية أخرى: «"اعلم يا أخي وفقنا الله وإياك لمرضاته وجعلنا ممن يخشاه ويتقيه حق تقاته أن لحوم العلماء مسمومة، وعادة الله في هتك أستار منتقصيهم معلومة، وأن من أطلق لسانه في العلماء بالثلب ابتلاه الله تعالى قبل موته بموت القلب: {فليحذر الذين يخالفون عن أمره أن تصيبهم فتنة أو يصيبهم عذاب أليم} [النور: 63]".»

## آراء العلماء فيه
- قال عنه الإمام تاج الدين السبكي: «واعلم أنّا لو أردنا استيعابَ مناقب الشيخ (أي أبي الحسن الأشعري) لضاقت بنا الأوراق، وكلّتْ الأقلام، ومن أراد معرفة قدره، وأن يمتليء قلبه من حبه فعليه بكتاب (تبيين كذب المفتري فيما نسب إلى الإمام أبي الحسن الأشعري) الذي صنفه الحافظ ابن عساكر، وهو من أجل الكتب وأعظمها فائدة، وأحسنها. فيقال: كل سني لا يكون عنده كتاب (التبيين) لابن عساكر فليس من أمر نفسه على بصيرة. ويقال: لا يكون الفقيه شافعياًا على الحقيقة حتى يحصل كتاب (التبيين) لابن عساكر، وكان مشيختنا يأمرون الطلبة بالنظر فيه.»[1]